# Ліа Каллаган
Ліа Меріем Лоррейн Каллаган (англ. Leah Mariem Lorraine Callahan; нар. 20 червня 1987, Сент-Джонс, Ньюфаундленд і Лабрадор) — канадська борчиня вільного стилю, чемпіонка, срібна та дворазова бронзова призерка Панамериканських чемпіонатів, срібна призерка Кубку світу, учасниця Олімпійських ігор.

## Життєпис
Боротьбою почала займатися з 2002 року.
Виступає за борцівський клуб Університета Калгарі, Калгарі. Тренер — Мітч Остберг (з 2005).

## Спортивні результати на міжнародних змаганнях

### Виступи на Олімпіадах
| Змагання                    | Збірна | Вагова категорія          | Місце |
| --------------------------- | ------ | ------------------------- | ----- |
| Літні Олімпійські ігри 2012 | Канада | жіноча боротьба, до 72 кг | 18    |

### Виступи на Панамериканських чемпіонатах
| Змагання                                   | Збірна | Вагова категорія          | Місце  |
| ------------------------------------------ | ------ | ------------------------- | ------ |
| Панамериканський чемпіонат з боротьби 2006 | Канада | жіноча боротьба, до 72 кг | Бронза |
| Панамериканський чемпіонат з боротьби 2010 | Канада | жіноча боротьба, до 72 кг | Срібло |
| Панамериканський чемпіонат з боротьби 2011 | Канада | жіноча боротьба, до 72 кг | Золото |
| Панамериканський чемпіонат з боротьби 2014 | Канада | жіноча боротьба, до 75 кг | Бронза |

### Виступи на Кубках світу
| Змагання                    | Збірна | Вагова категорія          | Місце  |
| --------------------------- | ------ | ------------------------- | ------ |
| Кубок світу з боротьби 2011 | Канада | жіноча боротьба, до 72 кг | 7      |
| Кубок світу з боротьби 2012 | Канада | жіноча боротьба, до 72 кг | Срібло |
| Кубок світу з боротьби 2013 | Канада | жіноча боротьба, до 72 кг | 10     |

### Виступи на інших змаганнях
| Змагання                                                               | Збірна | Вагова категорія          | Місце  |
| ---------------------------------------------------------------------- | ------ | ------------------------- | ------ |
| Всесвітні ігри бойових мистецтв 2010                                   | Канада | жіноча боротьба, до 72 кг | Бронза |
| Чемпіонат світу з боротьби серед студентів 2010                        | Канада | жіноча боротьба, до 72 кг | 8      |
| Міжнародний меморіал Дейва Шульца 2011                                 | Канада | жіноча боротьба, до 72 кг | Срібло |
| Гран-прі Німеччини з боротьби 2011                                     | Канада | жіноча боротьба, до 72 кг | Срібло |
| Київський Міжнародний турнір з боротьби 2011                           | Канада | жіноча боротьба, до 72 кг | Срібло |
| Міжнародний меморіал Дейва Шульца 2012                                 | Канада | жіноча боротьба, до 72 кг | Срібло |
| Київський Міжнародний турнір з боротьби 2012                           | Канада | жіноча боротьба, до 72 кг | 5      |
| Олімпійський кваліфікаційний турнір з боротьби 2012 (Кіссіммі-Орландо) | Канада | жіноча боротьба, до 72 кг | Золото |
| Austrian Ladies Open 2012                                              | Канада | жіноча боротьба, до 72 кг | Золото |
| Міжнародний меморіал Дейва Шульца 2013                                 | Канада | жіноча боротьба, до 72 кг | Бронза |
| Гран-прі Німеччини з боротьби 2013                                     | Канада | жіноча боротьба, до 72 кг | Бронза |
| Гран-прі Іспанії з боротьби 2013                                       | Канада | жіноча боротьба, до 72 кг | 5      |
| Гран-прі Німеччини з боротьби 2014                                     | Канада | жіноча боротьба, до 75 кг | 7      |
| Klippan Lady Open 2015                                                 | Канада | жіноча боротьба, до 69 кг | 5      |
| Гран-прі Німеччини з боротьби 2015                                     | Канада | жіноча боротьба, до 69 кг | Бронза |
| Кубок Канади з боротьби 2015                                           | Канада | жіноча боротьба, до 69 кг | Золото |
| Гран-прі Іспанії з боротьби 2015                                       | Канада | жіноча боротьба, до 69 кг | Бронза |
| Золотий Гран-прі з боротьби 2016                                       | Канада | жіноча боротьба, до 75 кг | 9      |

### Виступи на змаганнях молодших вікових груп
| Змагання                                      | Збірна | Вагова категорія          | Місце |
| --------------------------------------------- | ------ | ------------------------- | ----- |
| Чемпіонат світу з боротьби серед юніорів 2007 | Канада | жіноча боротьба, до 72 кг | 7     |